# Eric Källqvist
Eric Vilhelm Källqvist (i riksdagen kallad Källqvist i Kristinehamn, född 14 april 1898 i Norrköping, död 25 augusti 1989 i Kristinehamn, var en svensk rektor och politiker (folkpartist). 
Eric Källqvist, som var son till en handelsträdgårdsmästare, började arbeta som folkskollärare i Kristinehamn 1921 och var rektor vid Södermalmsskolan i samma stad 1954-1964. Han var ordförande i stadens folkpartiavdelning 1947-1969 och var förste vice ordförande i stadsfullmäktige 1944-1970.
Han var riksdagsledamot i första kammaren 1958-1965 för Värmlands läns valkrets. I riksdagen var han bland annat suppleant i konstitutionsutskottet 1958-1965 och i statsutskottet 1960-1965. Han engagerade sig inte minst i kommunikations- och bostadspolitik.